# Punta Quattro Sorelle
La Punta Quattro Sorelle (in francese Pointe des Quatre Soeurs) è una montagna ai 2.698 m s.l.m. delle Alpi del Moncenisio nelle Alpi Cozie.

## Descrizione

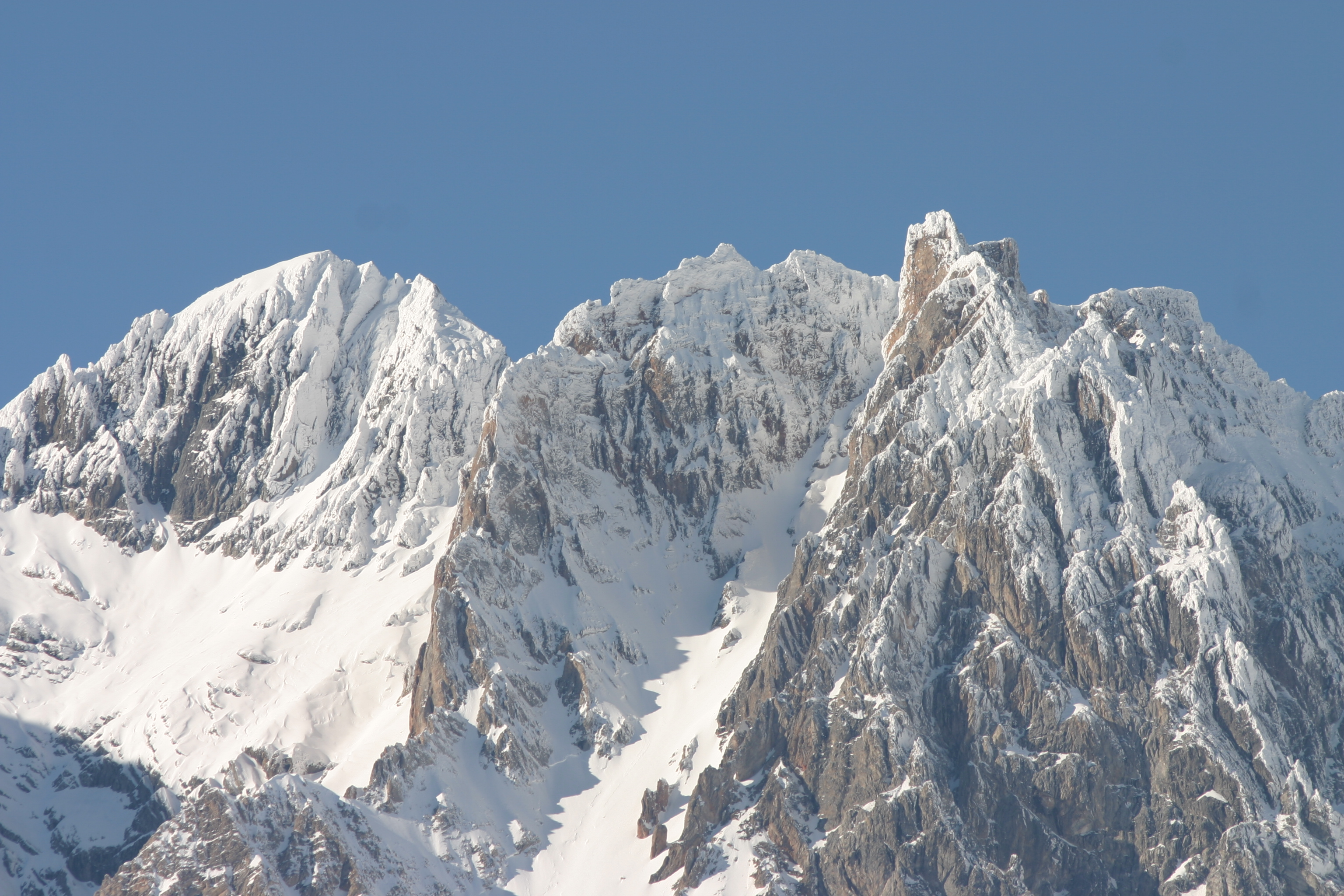
Le Quattro Sorelle innevate

La montagna si trova sul confine italo-francese tra la provincia di Torino e le Alte Alpi. È collocata nella conca di Bardonecchia ed al termine della Catena dei Re Magi, catena che separa la Valle della Rho dalla Valle Stretta.
Dalla vetta si ha un ampio panorama su tutta la conca di Bardonecchia, sul Colle della Scala.

## Storia
La montagna, prima del Trattato di Parigi del 1947, era totalmente in territorio italiano.
Nella zona rimangono molti resti di batterie militari costruite prima della seconda guerra mondiale.

## Tutela naturalistica
Il versante italiano della montagna è incluso, assieme all'area di Les Arnauds, nel Sito di Interesse Comunitario (SIC) della rete europea Natura 2000 Punta Quattro Sorelle (IT1110049), che nel complesso misura 1.319 ettari.